# هلموت وایدلینگ
هلموت اتو لودویگ وایدلینگ (به آلمانی: Helmuth Otto Ludwig Weidling) (۲ نوانبر ۱۸۹۱ – ۱۷ نوامبر ۱۹۵۵) یک نظامی آلمانی در دوره امپراتوری آلمان، جمهوری وایمار و رایش سوم بود که به عنوان آخرین فرمانده مدافعان برلین در جنگ جهانی دوم نام گرفت.
وی فردی بودی که خبر خودکشی پیشوا، اعلان آتش‌بس و اتمام جنگ را در حضور نیروهای روس قرائت کرد و پیام صوتی وی ضبط و توسط خودروهای نظامی مجهز به بلندگو در داخل شهر پخش شد.
ترفیع درجات:
- ۱۰ اوت ۱۹۱۲: ستوان دوم
- ------ : ستوان یکم
- ۱ ژوئن ۱۹۲۲: سروان
- ۱۰ ژوئن ۱۹۳۲: سرگرد
- ۱ سپتامبر ۱۹۳۵: سرهنگ دوم
- ۱ مارس ۱۹۳۸: سرهنگ
- ۱ فوریه ۱۹۴۲: سرتیپ
- ۱ ژانویه ۱۹۴۳: سرلشکر
- ۱ ژانویه ۱۹۴۴: سپهبد (ژنرال توپخانه)